# Japanagromyza brooksi
Japanagromyza brooksi är en tvåvingeart som beskrevs av Spencer 1969. Japanagromyza brooksi ingår i släktet Japanagromyza och familjen minerarflugor.
Artens utbredningsområde är Ontario. Inga underarter finns listade i Catalogue of Life.